# Otto-Franke-Straße 38 (Gernrode)

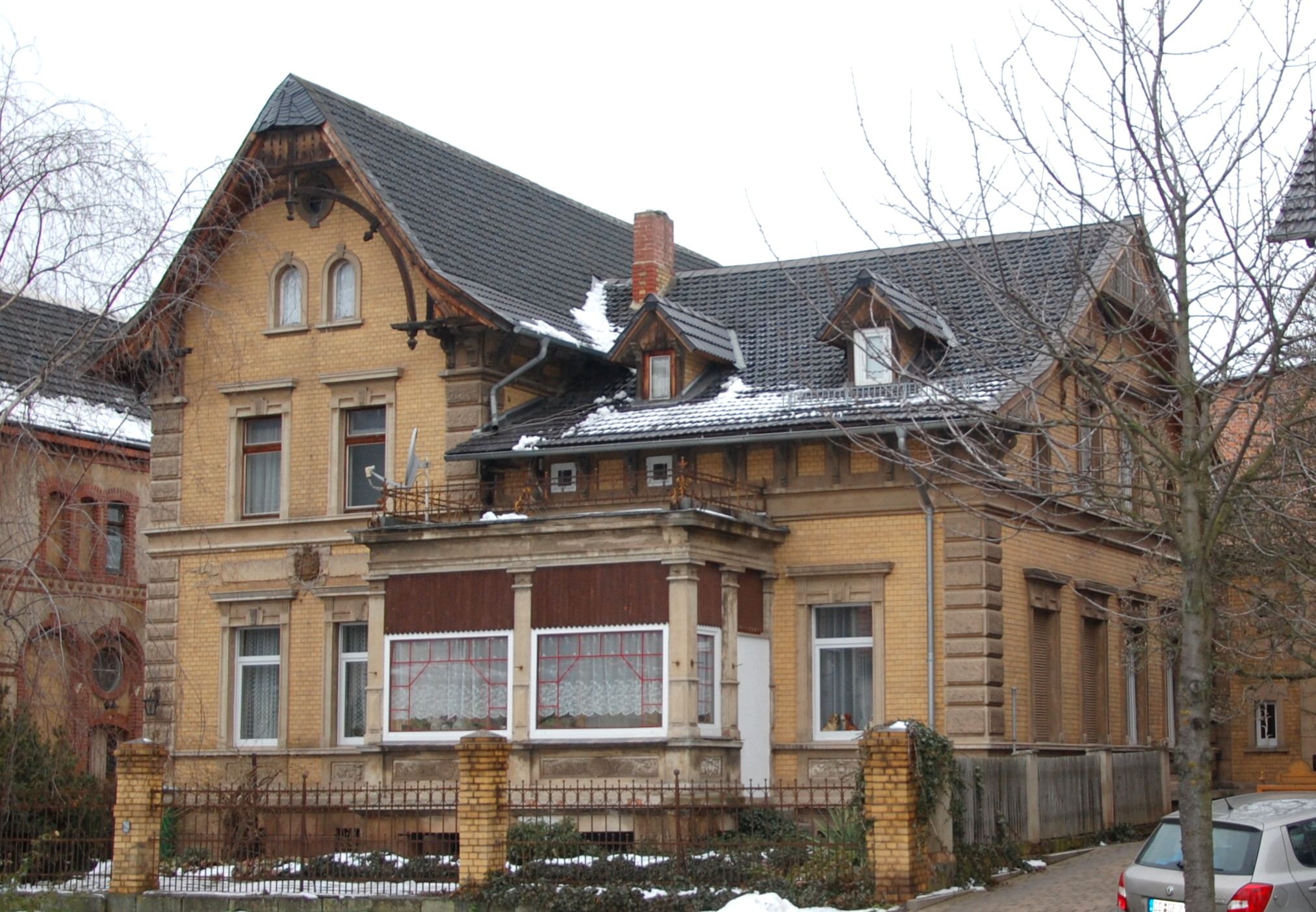
Haus Otto-Franke-Straße 38

Das Haus Otto-Franke-Straße 38 ist ein denkmalgeschütztes Gebäude in dem zur Stadt Quedlinburg in Sachsen-Anhalt gehörenden Ortsteil Stadt Gernrode.

## Lage
Er befindet sich östlich der Gernröder Altstadt auf der Nordwestseite der Otto-Franke-Straße und ist im örtlichen Denkmalverzeichnis als Villa eingetragen.

## Architektur und Geschichte
Das aus hellen Klinkern errichtete Gebäude entstand in der Zeit um 1880/90. Es weist einen T-förmigen Grundriss auf und ähnelt in seiner Erscheinung dem weiter östlich befindlichen, gleichfalls denkmalgeschützten Haus Otto-Franke-Straße 16. Die Fassade ist durch verputzte Flächen an den Fenstern und Gesimsen gegliedert. Am Haus befindet sich ein von Pfeilern getragener Wintergarten.
Die Grundstückseinfriedung und die Gestaltung des Vorgartens sind zum Teil noch bauzeitlichen Ursprungs.
Bis zum 31. Dezember 2011 lautete der Name der Otto-Franke-Straße noch Bahnhofstraße, so dass die Adressierung des Grundstücks Bahnhofstraße 38 lautete.